# Brun-tétel

A Brun-konstans megközelítése.

Brun tétele, miszerint az ikerprímek (olyan prímpár, melyek különbsége 2) reciprokösszege egy Brun-konstans néven ismert (B2-tal jelölt) véges értékhez konvergál. A tételt Viggo Brun bizonyította be 1919-ben, és jelentős fontossággal bír a szitaeljárások terén.

## Aszimptotikus korlátok az ikerprímekre
Az ikerprímek reciprokösszegének konvergenciája az ikerprímek sorozatának sűrűségéből következik.
Jelölje {\displaystyle \pi _{2}(x)} az olyan p ≤ x prímek számát, melyre p + 2 is prím (azaz {\displaystyle \pi _{2}(x)} a legfeljebb x értékű ikerprímek száma). Ekkor x ≥ 3 esetén:
{\displaystyle \pi _{2}(x)=O\left({\frac {x(\log \log x)^{2}}{(\log x)^{2}}}\right).}
Így az ikerprímek a prímeknél kevésbé (majdnem egy logaritmikus taggal) sűrűek.
Ebből a korlátból következik, miszerint az ikerprímek reciprokösszege konvergens. Magyarán a
{\displaystyle \sum \limits _{p\,:\,p+2\in \mathbb {P} }{\left({{\frac {1}{p}}+{\frac {1}{p+2}}}\right)}=\left({{\frac {1}{3}}+{\frac {1}{5}}}\right)+\left({{\frac {1}{5}}+{\frac {1}{7}}}\right)+\left({{\frac {1}{11}}+{\frac {1}{13}}}\right)+\cdots }
összeg vagy véges sok tagot tartalmaz, vagy pedig ugyan végtelen, de konvergens, értéke pedig a Brun-konstans.
A tényből, hogy a prímek reciprokösszege divergens, következik, hogy a prímek száma végtelen. Viszont abból, hogy az ikerprímeké konvergens, nem vonható le következtetés az ikerprímek számának végességéről/végtelenségéről. A Brun-konstans akkor lehet irracionális, ha végtelen sok ikerprím van.

## Becslések
Az ikerprímek 1014-ig történő kiszámolása alapján (és mindeközben a Pentium FDIV bug felfedezésével) Thomas R. Nicely a Brun-konstans értékét 1,902160578-re becsülte. Később, 2010 januárjára 1,6·1015-ig számolta ki az értékét, ám ez nem a legnagyobb, ugyanis 2002-ben Pascal Sebah és Partich Demiched 1016-ig történő számolással a B2≈1,902160583104 értéket becsülte, a 1016-ig levő 1,830484424658 érték extrapolálásával. Dominic Klyve pedig bebizonyította, hogy ha a bővített Riemann-sejtés igaz, akkor B<2,1754.
A Brun-konstans jegyeit használták egy 1 902 160 540 dolláros ajánlatban a Nortel szabványainak aukcióján. Ezt a Google licitálta, és egyike volt a három, matematikai konstans alapú licitjének.
Létezik egy Brun-konstans prímnégyesekre is. A prímnégyes két ikerprím-párosból áll, amelyek között 4 (a lehető legkisebb) a különbség. Az első néhány prímnégyes: (5, 7, 11, 13), (11, 13, 17, 19), (101, 103, 107, 109). A prímnégyeseken értett Brun-konstans, aminek jelölése B4, az összes prímnégyes reciprokösszegével egyezik meg:
{\displaystyle B_{4}=\left({\frac {1}{5}}+{\frac {1}{7}}+{\frac {1}{11}}+{\frac {1}{13}}\right)+\left({\frac {1}{11}}+{\frac {1}{13}}+{\frac {1}{17}}+{\frac {1}{19}}\right)+\left({\frac {1}{101}}+{\frac {1}{103}}+{\frac {1}{107}}+{\frac {1}{109}}\right)+\cdots }
melynek értéke:
B4 = 0,87058 83800 ± 0,00000 00005.
Ez a konstans nem összetévesztendő a prím unokatestvérekre számolt Brun-konstanssal, ami a (p, p + 4) alakban megadható prím-párosok reciprokösszege, és szintén B4-nek jelölik.

## Fordítás
- Ez a szócikk részben vagy egészben  a   Brun's theorem című angol Wikipédia-szócikk fordításán alapul.  Az eredeti cikk szerkesztőit annak laptörténete sorolja fel. Ez a jelzés csupán a megfogalmazás eredetét és a szerzői jogokat jelzi, nem szolgál a cikkben szereplő információk forrásmegjelöléseként.